# 李静宜
李静宜（1909年—1955年11月），曾用名李静一，学名李修业，卢氏县来川镇（今属采川县）人，祖居洛阳。中华人民共和国政治人物、军事将领。

## 生平

### 早年生涯
清光绪三年（1877年），全家避难至卢氏县柒川街定居。其母徐氏，常教诲静宜弟兄，读书立志。李静宜幼读私塾，17岁掇学，19岁时，到河南临汝冯五样摩下樊钟秀部当兵，仅两年时间，就由连部文书而排长、连长、营长晋升为副团长。
1930年，身在冯玉样西北军的李静宜率部在鄢陵与蒋介石部队作战时负伤。是年秋，在鄢陵养伤时与中共地下党员张之朴结识。伤愈后，即到时任二十路军少将参谋的张之朴开封公馆暂住。1931年初，经张之朴介绍，李静宜到二十路军任少校参谋。1933年，任河南省清乡督办公署视察员，后又到博爱县任二区区长，遂又受任博爱、沁阳、修武三县剿匪指挥官。因触犯当地军统河南谍报处处长刘艺舟的利益，被诬陷为共产党，并被包围于区署，指名要捉拿李静宜。经专员、县长调停，以李静宜卸任为条件才罢兵。
1934年8月，他抵达南京，担任《新闻周报》报社副社长。不久，发生了《晨光报》社记者刺杀汪精卫未遂事件。因两报社素有来往，被勒令停刊，李静宜于1935年2月回到洛阳。3月，其因“政治嫌疑”及“刺汪案嫌疑”被捕。8月被保释出狱后，中共河南省委派张克俭、张仲鲁到李静宜处联系，要他办秘密交道站，掩护从延安经洛阳到河北等地工作的同志。李静宜欣然受托，在洛阳开设一咸菜店作掩护，保护和转送中共党员转移。此期间，李静宜向张克俭提出了加入中国共产党的请求

### 抗日战争
1937年七七事变后，日军逼近河南，形势口益吃紧。中共豫西特委组织了豫西抗日义勇军，石孝先任总指挥，张之朴任副总指挥，李静宜被任命为副总指挥兼第四纵队司令，短短几个月就使义勇军发展到了3000余人。期间，李静宜曾得到董必武、彭雪枫等协助。然而，1938年3月国民政府发布密令，将总指挥石孝先扣押，并强行解散了义勇军。李静宜根据中共豫西特委的指示，疏散安置好部下，回洛阳隐蔽。
不久，豫西特委王志杰即把李静宜介绍给登封县长刘潇然，他遂担任第一区区长。在他们的组织下，抗日武装迅速整理到一万余人。同年6月，由王志杰介绍，并经豫西特委批准，李静宜加入中国共产党。7月，登封抗日武装一万余人在县城西岭召开纪念全国抗战一周年及登封抗日自卫团成立大会，县长刘潇然兼自卫团司令，一区区长李静宜兼副司令。登封县的抗日救亡活动引起国民政府反感，随即撤销了刘潇然和李静宜的职务。
同年10月武汉失守后，河南省主席程潜委任范龙章为河南自卫军第四路军司令。范与李静宜系故交，遂邀李静宜到该军任职。经豫西特委同意，李静宜到第四路军任副司令兼第一大队大队长。1939年9月，第四路军奉命前往敌后抗日，遂又开进鲁西南东明地区，李静宜与河南党组织失去联系。不久，李静宜接触了八路军冀鲁豫支队司令员杨得志。后杨派吕炳桂大队长与李静宜经常联系。1940年初、在斗争形势日趋复杂、尖锐的情况下，范龙章一反常态，决心降日，李静宜力劝范龙章与八路军合作。而范公然表示宁与日军妥协，也不与八路军合作，遂下令各大队连夜向日军驻地集结。在行进途中，李静宜毅然率本大队与范部分道扬镰，将部队带到滑县马姬林村，于1940年4月1日举行起义，归入八路军。
随后他率领的部队改编为冀鲁豫支队新四路，他被任命为司令员。同年5月，由杨得志等介绍，李静宜重新入党。之后，李静宜在豫北5年多的抗日战争中，李静宜历任新四路司令员，二、六、九、四等军分区副司令员、司令员。

### 解放战争
1946年1月，李静宜出任国、共、美三方参加的“军事调处执行部新乡第十执行小组”中共方面代表，协助首席代表黄镇工作。除参加谈判外，还担负着与国民党军队联络、搜集情报及保障黄镇安全等任务。在代表团几个月的工作中，国民党一方七易代表。1946年7月，内战全面爆发后黄镇被国民政府逮捕，李静宜又奉命出面营救，月余内奔走于新乡、北京10多次，终于使黄镇获释。李静宜回到冀鲁豫四分区。
1947年8月，李静宜随陈谢兵团第九纵队渡黄河挺进豫西。9月初，被任命为第九纵队副参谋长。10月初，被任命为分区司令员，创建栾川分区（豫陕鄂三地委），地委书记史向生，专员巩丕基，分区司令员李静宜，下辖栾川、嵩县、宜（阳）南、洛（宁）南、伊川、伊阳（今汝阳）等县。他与二十五旅政委冷裕光率旅部和七十三团及南下地方干部1000余人1947年10月3日从伊阳小店出发，转战伊阳、伊川、嵩县等地，于10月16日攻克卢氏县栾川区，并随后建立栾川县民主政府与县委，为兵团开辟了后方根据地。不久，他又奉命建立“豫西军政干部学校”，并兼任校长。
1948年9月，李静宜参与指挥了攻克豫西重要土匪据点抱犊寨的战斗。1948年11月，李静宜由豫西三分区司令员调任中原军区运输司令部副司令员，负责中原解放军在淮海战场上的后勤供应。1949年2月，淮海战役结束，中原野战军改为第二野战军，李静宜调任二野后勤司令部副参谋长兼兵站部部长，担负大军南下渡江作战的物资运输。同年4月，二野渡过长江，占领南京市，李静宜兼任南京军管会秘书长。8月，上海战役结束后，到上海兼任二野驻沪办事处主任。11月，又调任二野司令部直属队第二梯队司令员。

### 共和国成立后
1950年2月，任二野司令部军政处处长、作战处处长、办公厅主任等职。5月，西南军区成立，又任西南军区军政处处长。6月，修建成渝铁路，军区直属部队组成军工筑路第一总队，李静宜兼任总队司令员。11月，西南军区组织运输司令部，又命李静宜兼任司令员，将参加朝鲜战争的部队，经长江和川陕公路，转运至华北和东北。1951年3月，李静宜调任重庆警备区副司令员兼参谋长，创建重庆警备机构。1952年6月调任西南军区公安部队参谋长。
1955年11月，在成都辞世，终年46岁。